# Andrew Mellon
Andrew William Mellon (ur. 24 marca 1855 w Pittsburghu, zm. 26 sierpnia 1937 w Southampton) – amerykański miliarder, bankier, finansista. biznesmen, kolekcjoner sztuki, polityk, dyplomata.
Pełnił funkcję sekretarza skarbu Stanów Zjednoczonych od 9 marca 1921 do 12 lutego 1932. Był ambasadorem Stanów Zjednoczonych w Wielkiej Brytanii od 5 lutego 1932 do 20 marca 1933.
Był kolekcjonerem dzieł sztuki. Zainicjował powstanie National Gallery of Art. Jego zbiory stały się podstawą kolekcji w National Portrait Gallery w Waszyngtonie.